# إيفيري باديز غولف بورتبل 2
إيفيري باديز غولف بورتبل 2 (بالإنجليزية: Everybody's Golf Portable 2)‏، هي لعبة فيديو يابانية، وهي من تطوير ستوديو كيلاب هانز، ومن نشر سوني كمبيوتر إنترتنمنت، صدرت اللعبة في الأسواق سنة 2007، وتعمل على منصة بلاي ستيشن بورتبل الحصرية.